# Vinterjasmin
Vinterjasmin (Jasminum nudiflorum), også skrevet Vinter-Jasmin, er en løvfældende busk med en opret eller krybende vækstform, der får den til at danne sammenfiltrede puder. grenene er buede og ruderformede i tværsnit. Grene med vedvarende jordkontakt slår rod og danner nye planter.

## Beskrivelse
Barken er først grøn, men på ældre grene bliver den lysebrun. Knopperne er modsat stillede, tilliggende og slanke. Bladene er 3-koblede med helrandede, elliptiske småblade. Oversiden er mørkegrøn, mens undersiden er lidt lysere. Blomstringen sker i tøvejrsperioder fra december til april, hvor man kan finde blomsterne siddende enkeltvis ved bladarrene. De enkelte blomster er 5-6 tallige med gule kronblade. Frugterne er aflange bær.
Rodnettet er kraftigt med en dybtgående pælerod og talrige siderødder. Grene med vedvarende jordkontakt slår rod og danner nye planter.
Højde x bredde og årlig tilvækst: 1,00 x 2,00 m (35 x 50 cm/år). Målene gælder en plante, som ikke er støttet til mur eller hegn. Desuden er aflæggere af rodslående grene ikke medregnet.

## Hjemsted
Arten er udbredt i de kinesiske provinser Gansu, Shaanxi, Sichuan, Xizang og Yunnan, hvor den er kratdannende på skråninger, slugter og stenskred i 800-4.500 m højde.
I Qinlingbjergene ved Tianyuflodens udmunding i Yangtze har menneskelig aktivitet helt fjernet den oprindelige vegetation. I stedet er der nu en sekundær succession, hvor denne art vokser sammen med bl.a.: Jujube, markarve, blågrøn gåsefod, Corydalis edulis (en art af lærkespore), Deutzia discolor (en art af Stjernetop), dværgelm, enfrøet jodplante, finbladet vejsennep, grøn skærmaks, gul rævehale, indisk jordbær, kinesisk blommetaks, kinesisk neillia, kinesisk træranke, leopardblomst, Lespedeza floribunda (en art af kløverbusk), Lonicera hispida (en art af gedeblad), Melica scabrosa (en art af flitteraks), papirmorbær, seljepil og vejpileurt